# Олга Нагорна
Олга Викторовна Нагорна (рус. Ольга Викторовна Нагорная) руска је сликарка позната по сликама инспирисаним мотивима словенске религије, историје и културе.

## Биографија
Олга Нагорна је рођена 1. августа 1970. године у Оренбургу у Русији.
После завршетка средње уметничке школе у Оренбургу (рус. Оренбургское областное художественное училище) 1989. године, ради као дизајнер у оренбуршком одељењу ХудФонда РСФСР.
Током 1990—1991. ради на хиподрому у Оренбургу као послужилац коња при коњичком воду ОБППС милиције.
Од 1991. године ради као уметник у штампарији издавачке куће „Јужни Урал“ (рус. Южный Урал).
Године 1997. постаје члан Стваралачког савеза уметника Русије (рус. Творческий союз художников России) при међународној федерацији уметника.
Члан је оренбуршког регионалног одељења сверуске државне организације „Креативни савез сликара и графичара Русије“ (рус. Творческий Союз художников и графиков России).
Изложбе:
Од 1989. до 2007. учествује у колективним и омладинским изложбама у Русији и у иностранству од чега је 12 изложби било самостално. Њене слике се налазе у приватним колекцијама широм света.
Од 1999. је члан војно-историјског клуба „Балмунг“ (рус. Бальмунг); бави се реконструкцијом руске средњовековне ношње и историје.
Бави се уметничком фотографијом и снимањем документарних филмова. Од 1986. године се бави коњичким спортом на локалном хиподрому, на ком почиње да ради са коњима 1990. године. Живи и ради у Оренбургу.

### Стил
Живописан, реалистичан стил и пратећи колорит представљају наставак стила руске реалистичне школе сликања. Мотиви су митолошки, фантастични - везани за животна интересовања уметнице.

### Радови
- Трк Архивирано на веб-сајту  (8. март 2020)
- У ковачници Архивирано на веб-сајту  (24. октобар 2022)
- Ишчекивање Архивирано на веб-сајту  (7. март 2020)
- Валхала Архивирано на веб-сајту  (5. март 2016)
- Ратник са секиром Архивирано на веб-сајту  (5. март 2016)
- Ратник Архивирано на веб-сајту  (5. март 2016)
- Инвазија Архивирано на веб-сајту  (24. октобар 2022)
- Девојка са кравом Архивирано на веб-сајту  (5. март 2016)
- Древљани Архивирано на веб-сајту  (5. март 2016)
- Уједињење[мртва веза]
- Заклетва Архивирано на веб-сајту  (5. март 2016)
- Чаробница Архивирано на веб-сајту  (5. март 2016)[а]
- Кукавица Архивирано на веб-сајту  (5. март 2016)
- Легенда Архивирано на веб-сајту  (5. март 2016)
- Шумски чаробњак Архивирано на веб-сајту  (24. октобар 2022)
- Јазбина[мртва веза]
- Монах и родноверна Архивирано на веб-сајту  (24. октобар 2022)
- Мушкарац и жена[мртва веза]
- Одежда Земље Архивирано на веб-сајту  (5. март 2016)
- Празник каменог бога Архивирано на веб-сајту  (5. март 2016)
- Опраштање Архивирано на веб-сајту  (5. март 2016)
- Русалка[мртва веза]
- Русич[мртва веза]
- Сан пред битку Архивирано на веб-сајту  (5. март 2016)
- Тихо вече[мртва веза]